# Phaos rufa
Phaos rufa là một loài bướm đêm thuộc phân họ Arctiinae, họ Erebidae.